# Tencent Video
Tencent Video (chiń. 腾讯视频; pinyin: Téngxùn Shìpín) – chińska strona internetowa oferująca transmisje wideo. Jej właścicielem jest Tencent. W marcu 2019 roku serwis miał ponad 900 milionów aktywnych miesięcznie użytkowników mobilnych i 89 milionów subskrybentów.
W kwietniu 2011 roku platforma Tencent Video została oficjalnie uruchomiona pod niezależną domeną. Tencent Video oferuje wideo na życzenie i transmisje telewizyjne online oraz zapewnia zarządzanie listą, wzmocnienie głośności wideo, regulację jakości kolorów i inne funkcje.
Strategia Tencent Video skupia się na rozwijaniu oryginalnej treści i wspieraniu własnych programów, mikrofilmów oraz konkursów i planów wsparcia dla filmów krótkometrażowych.
W lipcu 2017 roku Tencent Video rozpoczęła prezentację materiałów wideo jako usługi na telewizorach TCL.
W październiku 2017 roku przychody Tencent Video wyniosły 65,2 mld RMB (9,87 mld USD). We wrześniu 2017 roku Tencent Video był jedną z ośmiu chińskich aplikacji wśród trzydziestki aplikacji mobilnych o największych przychodach w App Store i Google Play. W październiku 2017 r. Tencent Video znalazł się wśród 15 aplikacji o największym skonsolidowanym miesięcznym przychodzie na świecie. W październiku 2017 r. Tencent Video uplasował się również w czołówce przychodów z aplikacji rozrywkowych z systemami iOS w Chinach.